# Прва лига Русије у фудбалу
Прва лига Русије у фудбалу (рус. Первая лига России по футболу), бивши назив Фудбалска национална лига (скраћено ФНЛ) је друго по јачини лигашко фудбалско такмичење у Русији.
У националној лиги се такмичи 18 клубова. Први и други на табели на крају сезоне се пласирају у Премијер лигу, а последњих пет тимова испада у Националну лигу.